# Joaquim Miranda Sarmento
Joaquim José Miranda Sarmento (Lisboa, 7 de agosto de 1978) é um professor universitário, economista e político português. Atualmente desempenha as funções de Ministro de Estado e das Finanças do XXIV Governo de Portugal, desde 2 de abril de 2024.

## Biografia
Nascido em Lisboa, a 7 de agosto de 1978. Doutorado em Finanças pela Tilburg University, uma das instituições de referência mundial na área, consolidou a sua carreira académica no ISEG – Lisbon School of Economics and Management, onde é Professor Associado com Agregação. Publicou em revistas científicas de prestígio e é autor de uma vasta obra académica. Paralelamente, exerceu funções em entidades como a Direção-Geral do Orçamento e a Unidade Técnica de Apoio Orçamental, bem como na Presidência da República, onde foi Assessor Económico. No plano político, destacou-se no Conselho Estratégico Nacional do PSD, presidiu ao Grupo Parlamentar do PSD e, em 2024, foi nomeado Ministro de Estado e das Finanças do XXIV Governo Constitucional de Portugal.

## Atividade académica
É Professor Associado com Agregação no ISEG – Lisbon School of Economics and Management, da Universidade de Lisboa. Iniciou as suas funções de docente no ISEG, como Assistente Convidado, em 2007, tendo passado em 2014 a Professor Auxiliar, obtido o tenure em 2019 e feito a Agregação em 2020. Passou a Professor Associado com Agregação em 2023.
Doutorou-se na Tilburg University (PhD in Finance), uma das mais prestigiadas Universidades no mundo na área de Economia e Finanças. Segundo o Ranking de Xangai de 2020, a Tilburg University ocupa o 6° lugar no campo da Administração de Empresas e o 24° no campo das Finanças em todo mundo.
O seu orientador de Doutoramento foi Luc Renneboog, um dos principais académicos na área de Corporate Finance.
A sua investigação têm-se centrado em Corporate Finance, Parcerias Público Privadas, Fiscalidade, mas também em Finanças Públicas e Política Orçamental.
Em 2019 ganhou o Prémio de Investigação da Universidade de Lisboa, depois de em 2018 ter tido uma menção honrosa.
Tem 52 papers publicados em journals com impact factor ou indexação Scopus, bem como diversos livros, artigos científicos e capítulos de livros publicados internacionalmente. Em Portugal publicou 23 livros académicos, 2 livros de reflexão económica e política e mais de 150 artigos científicos. Publicou em journals prestigiados como Finance Research Letters, Journal of Multinational Financial Management, Technological Forecasting and Social Change, Journal of Business Research, Research in International Business and Finance, International Public Management Journal, Transport Policy, Transportation.
Deu aulas em Portugal na Católica Lisbon School of Economics, Nova SBE, ISCTE, Universidade Europeia e ISAL. É Professor Visitante na Getúlio Vargas: https://epge.fgv.br/pt/professor/joaquim-miranda-sarmento e deu aulas em diversas Universidades estrangeiras. Adicionalmente deu formação e cursos em diversas entidades públicas: Tribunal de Contas, IGF e INA. Foi formador na DGCI e na DGO.
É Mestre em Finanças pelo ISCTE – Instituto Superior de Ciências do Trabalho e da Empresa e Licenciado em Gestão pelo ISEG – Instituto Superior de Economia e Gestão. Realizou uma pós-graduação em Fiscalidade no IDEFE/ISEG, o Programa Avançado em Parcerias Público-Privadas na Universidade Católica e o “Driving government performance”, na Kennedy School of Government, Harvard University.

## Atividade profissional
Iniciou a sua atividade profissional em 1999, após concurso público, como estagiário da Direção Geral das Contribuições e Impostos, tendo passado a Técnico Tributário em 2001. Em 2005, por concurso público, ingressou na Direção-Geral do Orçamento. Em 2010, por concurso público, esteve em comissão de serviço na UTAO – Unidade Técnica de Apoio Orçamental, na Assembleia da República. Saiu em 2011 por motivos do PhD. No final de 2012 foi nomeado Assessor Económico do Presidente da República Professor Doutor Aníbal Cavaco Silva, tendo permanecido na função até ao final do 2º mandato presidencial (março de 2016).

## Atividade política
Iniciou a colaboração com o PSD no âmbito do Conselho Estratégico Nacional do PSD em 2018, sendo o responsável pela área das Finanças Públicas. Em fevereiro de 2020 foi nomeado presidente do Conselho Estratégico Nacional na direção de Rui Rio, tendo exercido essa função até julho de 2022.  Em abril de 2022 coordenou a moção de estratégia de Luís Montenegro na sua candidatura à liderança do Partido Social Democrata.
Em julho de 2022, foi eleito presidente do Grupo Parlamentar do PSD na XV Legislatura, tendo cessado essa função em março de 2024, com o fim da XV legislatura e o início da XVI legislatura.
Em 2024, foi indigitado Ministro de Estado e das Finanças do XXIV Governo Constitucional de Portugal.

## Ministro de Estado e das Finanças -XXIV Governo
Desde abril de 2024, enquanto Ministro de Estado e das Finanças, tem liderado a execução da estratégia orçamental do Governo e a implementação de medidas com impacto na gestão das contas públicas, na política fiscal e na Administração Pública. O plano orçamental estrutural de médio prazo, apresentado sob a sua tutela, obteve a aprovação do Conselho da União Europeia, relevando um equilíbrio entre as prioridades nacionais e os compromissos europeus.
No exercício das suas funções, impulsionou iniciativas para a redução da carga fiscal, a valorização das carreiras da Administração Pública e a simplificação de procedimentos. A Agenda para a Simplificação Fiscal introduziu um conjunto de medidas para melhorar a relação entre contribuintes e administração tributária, reduzir burocracias e diminuir custos de contexto. No plano salarial, acompanhou a implementação de ajustes na Base Remuneratória da Administração Pública e reforçou uma valorização salarial.
- [1] https://www.iseg.ulisboa.pt/faculty/joaquim-miranda-sarmento/
- [2] https://sites.google.com/view/joaquimmirandasarmento/home
- [3] https://pure.uvt.nl/ws/files/4631591/Sarmento_PPP_thesis_final_version_for_print_21112014.pdf
- [4] https://pt.wikipedia.org/wiki/Tilburg_University
- [5]  «ShanghaiRanking's Global Ranking of Academic Subjects 2020 - Business Administration». Consultado em 12 de abril de 2020
- «ShanghaiRanking's Global Ranking of Academic Subjects 2020 - Finance». Consultado em 12 de abril de 2020
- [6] https://www.tilburguniversity.edu/staff/luc-renneboog
- [7] https://scholar.google.com/citations?user=NBoCJPIAAAAJ&hl=pt-PT&oi=ao
- [8] https://sites.google.com/view/joaquimmirandasarmento/home
- [9] https://sites.google.com/view/joaquimmirandasarmento/home